# Bobolówka (Mszana Dolna)
Bobolówka – część miasta Mszana Dolna (SIMC 0960728), w województwie małopolskim, w powiecie limanowskim. 
Część miasta Mszana Dolna leżąca w jego północnej części na granicy z Kasinką Małą